# Numismatic Circular
Der Numismatic Circular ist eine britische, in London erscheinende numismatische Fachzeitschrift, die von 1892 bis 2014 von Spink & Son in gedruckter Form herausgegeben wurde, einem 1666 gegründeten Unternehmen, das im Münzhandel tätig ist. Gleichzeitig bot der Circular, der monatlich, dann alle zwei Monate erschien, Preislisten für Münzen, Medaillen und Banknoten. Im Januar 2014 stellte das Unternehmen die gedruckte Version der Zeitschrift kurzzeitig ein. 2020 kündigte es an, ausschließlich die Online-Version weiterhin betreiben zu wollen.
Erster Herausgeber der Fachzeitschrift war Leonard Forrer. Sie erschien unter dem Titel Spink and Son’s Monthly Numismatic Circular.